# Humayun
Nasiruddin Muhammad Humayun (Perzisch: نصیر الدین محمد همایون, DMG: naṣīr al-dīn muḥammad humāyūn; Kaboel, 6 maart 1508 - Delhi, 27 januari 1556) was keizer ("padisjah") van het Mogolrijk in het noorden van Voor-Indië tussen 1530 en 1540 en opnieuw in 1555 en 1556. Hij was de zoon en opvolger van Babur, de stichter van het Mogolrijk en de Mogoldynastie. Onder zijn vader speelde hij als legeraanvoerder een rol in de verovering van diens rijk. Toen zijn vader in 1530 onverwachts aan een ziekte overleed, kwamen veel van de Afghaanse edelen in opstand, die na een lange strijd het gezag van de Mogols erkend hadden. De belangrijkste onder hen was Sher Shah Suri, de gouverneur van Bihar. Deze wist Humayun, die ondertussen ook met opstanden van zijn broers te maken had, meerdere malen te verslaan en ten slotte uit India te verdrijven. Na een dwaaltocht door Punjab, Sind, Baluchistan en ten slotte Afghanistan kwam Humayun aan in Perzië, waar hij als banneling aan het hof van sjah Tahmasp I leefde. Dankzij de steun van de sjah wist hij zijn opstandige broers te verslaan en uiteindelijk, opmerkelijk genoeg, na 15 jaar ballingschap het noorden van Voor-Indië te heroveren op de Suridynastie (opvolgers van Sher Shah). Na zijn dood liet Humayun een groter rijk na aan zijn zoon Akbar dan hij ooit van zijn eigen vader geërfd had. Humayuns verblijf aan het Perzische hof zorgde voor grote Perzische invloed op de literatuur, kunst en architectuur aan het Mogolhof, waardoor de typische Mogolstijl ontstond die onder zijn opvolgers tot grote bloei kwam.

## Achtergrond

### Verovering van Hindoestan
Humayuns vader Babur was een Centraal-Aziatische krijgsheer die beweerde af te stammen van de grote veroveraars Dzjengis Khan en Timoer Lenk. Hij was echter verjaagd uit de Ferganavallei, waar zijn vader een lokale heerser was geweest. Babur bleek echter een capabel aanvoerder en in 1504 veroverde hij de stad Kabul en gebruikte haar als zijn hoofdkwartier. Humayun werd alhier geboren op 17 maart 1508. Zijn moeder was Baburs favoriete vrouw Maham.
Babur bracht het oosten van Afghanistan in de jaren 1510 - 1520 stevig onder zijn gezag en begon nu ook verder te kijken, naar het oosten. Daar lag het legendarisch rijke India, een prachtig doelwit voor plundertochten. Het gebied werd bestuurd door de impopulaire sultan van Delhi, Ibrahim Lodi. Omdat de sultans van Delhi een eeuw eerder vazallen van Timoer Lenk geweest waren, riep Babur de sultan op hem te erkennen als zijn rechtmatige opperheer. Vanzelfsprekend weigerde de sultan dit. Hij werd echter verraden door een deel van zijn edelen, die Babur uitnodigden Delhi aan te vallen.

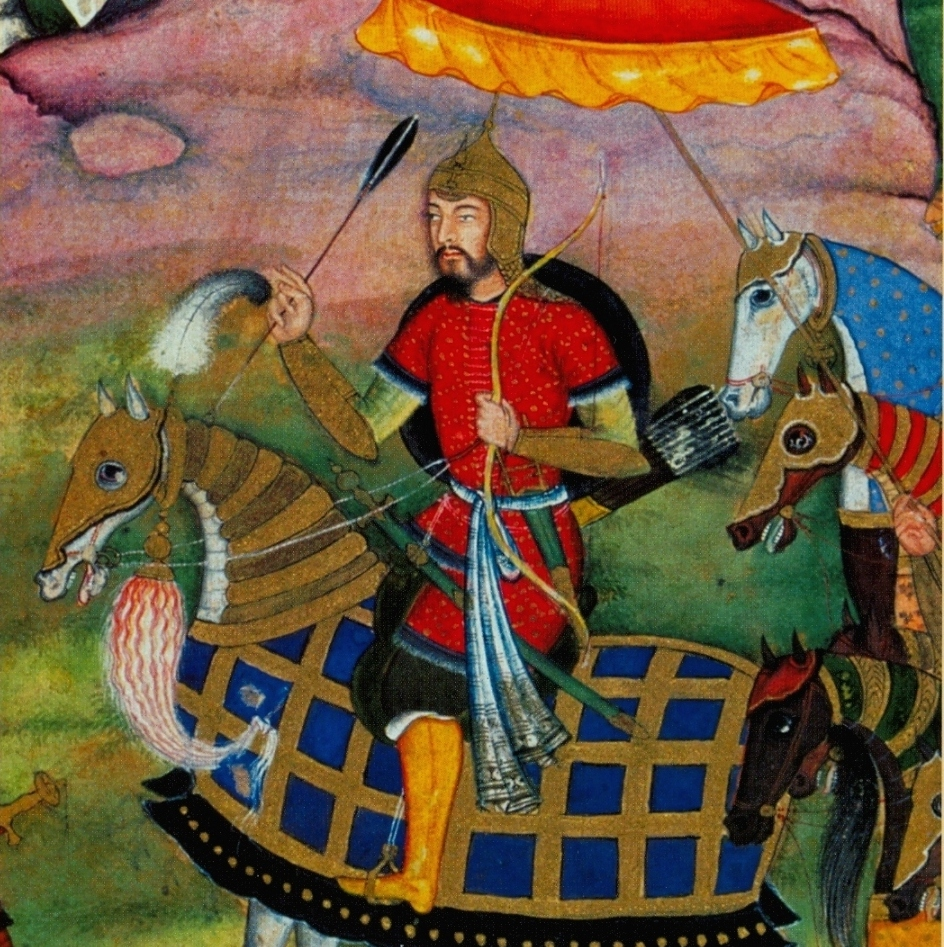
Een jonge Humayun tijdens de slag bij Khanwa (1527). Detail van een miniatuur uit de Baburnama, rond 1590.

Als briljant strateeg had Babur zijn leger ook met revolutionaire wapens uitgerust. Via de Perzische Safawiden had Babur van de inzet van musketten en kanonnen in het Ottomaanse Rijk gehoord. Hij huurde Ottomaanse adviseurs en smeden die hem van deze wapens konden voorzien. In de slag bij Panipat (1526) wist Babur, ondanks dat hij tegenover een enorme overmacht stond, het leger van Ibrahim Lodi verpletterend te verslaan. Hij beheerste nu het gehele westen van de Indus-Gangesvlakte.
Baburs overwinning was echter niet compleet. De Afghaanse elite, die de nieuwe Centraal-Aziatische heersers niet wilde erkennen, verbond zich met de hindoeïstische Rajputvorst van Mewar, Rana Sanga. Boegbeeld van het verzet was de broer van de gesneuvelde sultan, Mahmud Lodi. Tijdens de slag bij Khanwa (1527) wist Babur echter weer een grote overwinning op zijn tegenstanders te behalen. Humayun, destijds 19 jaar oud, commandeerde in deze slag de rechterflank van zijn vaders leger. Nu het rijk geconsolideerd leek liet Babur in 1528 zijn harem, waaronder zijn drie jongere zoons, van Kabul naar Delhi overbrengen.
Mahmud Lodi was opnieuw ontkomen. Hij had in de sultan van Bengalen, Nusrat Shah, een nieuwe bondgenoot gevonden. Tijdens de slag bij de Ghaghara (1529) wisten de Mogols hun tegenstanders opnieuw een verpletterende nederlaag toe te brengen. Opnieuw speelde Humayun een belangrijke rol. Babur kon na afloop Bihar aan zijn rijk toevoegen; de belangrijkste Afghaanse opstandelingen onderwierpen zich aan zijn gezag en er werd een vredesverdrag met Bengalen opgesteld.
In 1530 werd Humayun ernstig ziek. Zijn radeloze vader bad dat hij zijn leven zou geven als zijn zoon weer beter werd. Vreemd genoeg werd het gebed verhoord: Humayun genas maar Babur werd zelf ziek, om op 21 december te overlijden.
Na de dood van Babur was het niet vanzelfsprekend dat diens oudste en favoriete zoon hem zou opvolgen. Bij de Mongolen en Timoeriden, van wie Babur had geclaimd de erfgenaam te zijn, gold niet het principe van primogenituur - het recht van de eerstgeborene. In plaats daarvan was het gewoonte het rijk van een gestorven heerser onder diens erfgenamen te verdelen.
Hoewel Humayun als opperheer erkend werd, kregen zijn drie broers een deel gebied toegewezen. Kamran, de tweede zoon van Babur, kreeg Kabul en Kandahar toegewezen, Mirza Sulaiman, een neef, kreeg Badakhshan en de overige twee broers, Hindal en Askari, kregen elk een gouverneurschap in Indië. Babur had volgens de Akbarnama op zijn sterfbed Humayun op het hart gedrukt niets tegen zijn broers te ondernemen, zelfs niet wanneer ze het zouden verdienen.

### Karakter
De belangrijkste bron van informatie over het karakter van Humayun is de door zijn zuster Gulbadan Begum geschreven biografie, de Humayunnama. Humayun had een buitengewoon vergevingsgezind karakter. Zelfs wanneer men hem bewust probeerde uit te lokken bleef hij rustig en kalm. Hoewel Humayun als een voor zijn tijd zachtaardig en humaan man wordt beschreven, zou zijn vergevingsgezindheid tegen zijn broers hem ernstig in de problemen brengen.
Hoewel niet zo'n begenadigd schrijver en dichter als zijn vader, zijn ook van Humayuns hand gedichten bewaard gebleven, gewoonlijk in het Perzisch. Ook was hij een groot verzamelaar van boeken. Hij bestudeerde wiskunde en astrologie en had een ontzagwekkende kennis op die terreinen. Vooral de sterrenwichelarij nam hij zeer serieus, want hij was zelfs naar de maatstaven van zijn tijd een zeer bijgelovig man. Wanneer iemand een kamer binnenliep met de verkeerde voet eerst, beval Humayun de persoon om te keren en de kamer opnieuw te betreden. Hij liet pijlen met zijn naam en die van Sjah Tahmasp de lucht in schieten, om uit de vlucht af te leiden wie van twee het machtigst zou worden.
Humayuns bijgeloof ging zover, dat hij zich voortdurend door astrologen liet raadplegen bij zijn beslissingen. De hofhouding en het bestuur werden georganiseerd naar de posities van de planeten en op grond van de elementen water, vuur, aarde en wind.
Humayun was verslaafd aan opium, een trek die zijn kleinzoon Jehangir van hem zou erven. Op sommige momenten zorgde de verslaving ervoor dat hij, in plaats van de noodzakelijke actie te ondernemen, niets deed. Hoewel hij een zeer intelligent en geletterd heerser was, en bovendien net als zijn vader een briljant strateeg, was hij meer geneigd zich door persoonlijk gemak of plezier te laten leiden.

## Heerser van het Mogolrijk

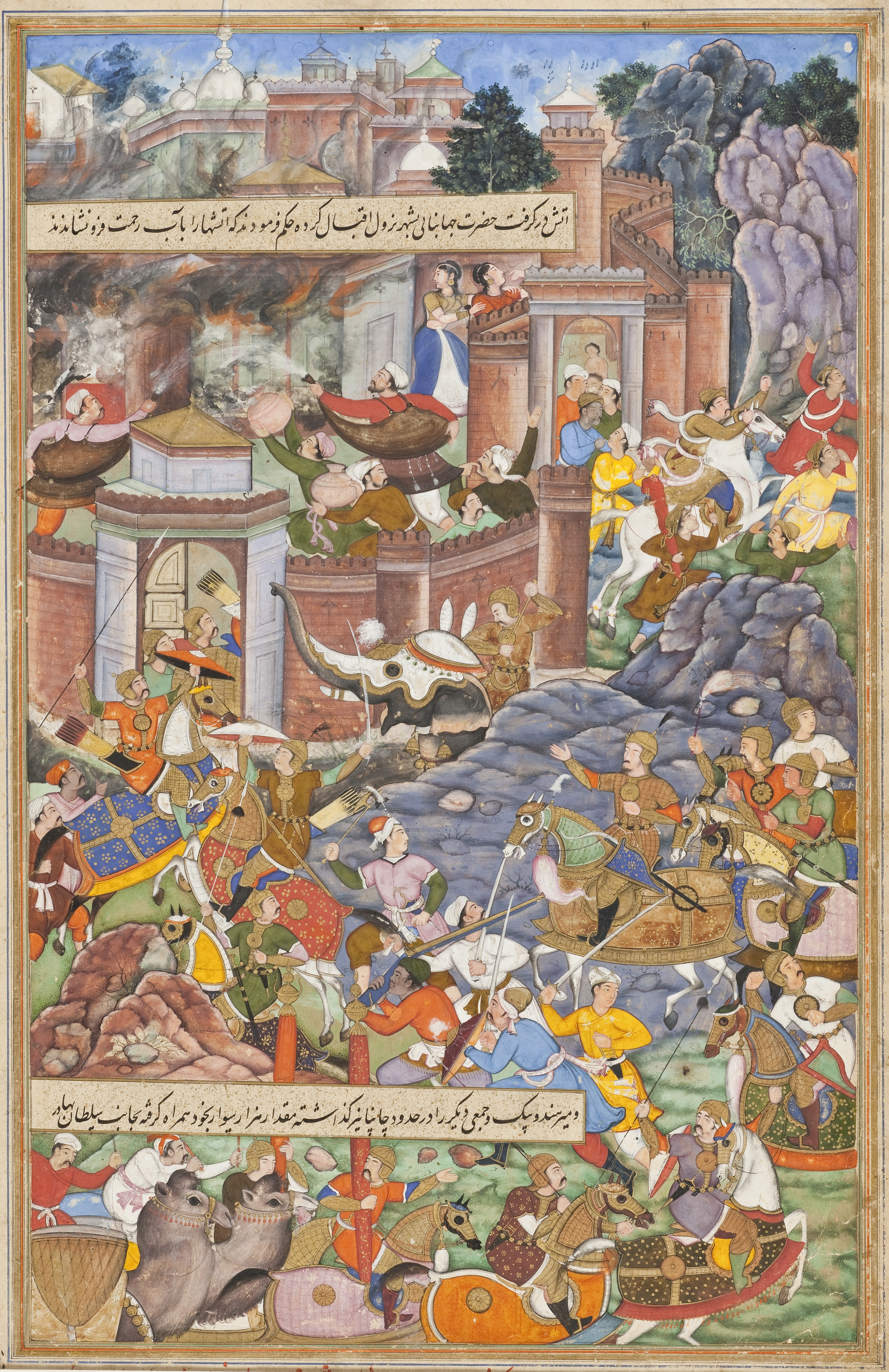
Buhadur Shah, de sultan van Gujarat, wordt gedwongen te vluchten voor Humayuns troepen, 1535. Miniatuur uit een kopie van de Akbarnama, rond 1590. Los Angeles County Museum of Art.

### Eerste regeerperiode (1530 - 1540)
Humayuns heerschappij werd, direct na zijn troonsbestijging, van alle kanten bedreigd. In het noordwesten plotten zijn broers tegen hem. Met behulp van Askari wist Kamran in de Punjab Humayuns gouverneur te verjagen. Hij eiste nu dat Humayun zijn heerschappij over dit gebied erkende. Typisch voor Humayun was dat hij deze eis onmiddellijk inwilligde.
Gevaarlijker was echter de opstand van de Afghaanse adel in het oosten, in Bihar. Sher Shah Suri, die een jaar eerder nog Babur als opperheer had erkend, was nu openlijk in opstand tegen de Mogols. In 1531 behaalde Humayun een overwinning op Mahmud Lodi, wiens rol daarna uitgespeeld was. Hij kreeg niet de kans daarna ook Sher Shah te onderwerpen, want in het zuiden was de sultan van Gujarat, Bahadur Shah, dankzij veroveringen in Rajputana en Malwa machtig genoeg geworden om een serieuze bedreiging te vormen. De sultan beschikte over een aanzienlijke schatkist en had Portugese adviseurs in dienst die hem kanonnen en musketten verschaft hadden. Omdat hij enkele gevluchte Lodi's onderdak bood en contact met de Afghaanse opstandelingen zocht, besloot Humayun tot actie over te gaan.
In 1535 viel Humayun Gujarat binnen. Bahadur Shah, die op dat moment het beleg voor Chitogarh had opgeslagen, werd gedwongen om te keren en teruggedreven. Binnen korte tijd hadden de Mogols de belangrijkste steden van Gujarat ingenomen, Champaner en Ahmedabad. Humayun nam daarop ook Mandu in, de hoofdstad van Malwa. De opiumverslaving maakte dat Humayun na dit succesvolle begin vervolgens besluiteloos bleef en zijn vijand niet achtervolgde. Bahadur Shah wist te ontsnappen en zocht toevlucht in de Portugese kolonie Diu. Toen Humayun en zijn broer Askari, die als gouverneur in Ahmedabad achtergebleven was, terugkeerden naar Delhi, keerde Bahadur Shah terug naar Ahmedabad. Hij werd in 1537 echter door de Portugezen vermoord.
Sher Shah Suri had ondertussen niet stilgezeten. Hij viel in 1537 het sultanaat Bengalen binnen en belegerde de sultan, Mahmud Shah, in Gaur. Humayun snelde de Bengalezen te hulp maar kwam te laat om Gaur te ontzetten. Behalve Humayuns traagheid zorgde ook het inzetten van de moesson dat de moraal in zijn troepen verder daalde. Vervolgens wist Sher Shah de vesting Chunar in te nemen, waardoor Humayun zich gedwongen zag zich uit Bihar terug te trekken tot in de omgeving van Varanasi. Op dat moment verliet Humayuns broer Hindal, die belast was met het bevel over de achterhoede, zijn ingenomen posities en keerde terug naar Agra. De verlaten posities werden snel door Sher Shah ingenomen, zodat Humayuns leger vrijwel omsingeld was. Hindal was er ondertussen duidelijk op uit de macht te grijpen. Humayun zond de grootmoefti, Sheikh Buhlul, naar Agra om te onderhandelen. De mufti werd echter door Hindal vermoord. Pas toen Kamran, de andere broer die de Punjab bestuurde, dreigde met ingrijpen werd Hindal gedwongen in te binden.
Op 26 juni 1539 kwam het in de Slag bij Chausa tot een treffen tussen de legers van Humayun en Shah Suri. Omdat beide legers zich hadden ingegraven kon Humayun niet goed gebruikmaken van zijn kanonnen, die in de veldslagen van zijn vader altijd beslissend geweest waren. Voorafgaand aan de slag kwamen beide partijen tot een overeenkomst. Shah Suri zou Humayun als opperheer erkennen en Bengalen en Bihar kunnen behouden. Hij besloot echter de overeenkomst niet na te komen en viel het kamp van het Mogolleger 's nachts onverwachts aan. Het werd een ware slachting. Humayun ontkwam door de Ganges over te zwemmen en vluchtte terug naar Agra.
In Agra bleken naast Hindal ook zijn andere broers aanwezig te zijn, Kamran en Askari. Humayun vergaf Hindal zijn rebellie. Nu Sher Shah optrok naar Agra dreigde gevaar voor de hele familie, maar Humayun en Kamran konden het niet eens worden over de te volgen tactiek. Kamran vertrok daarop met zijn troepen richting Lahore, om een groter leger te verzamelen. Humayun en zijn overgebleven twee broers trokken Sher Shah tegemoet om in de slag bij Kannauj (17 mei 1540) verslagen te worden. Ze vluchtten daarop naar Lahore, zodat Agra en Delhi in handen van Sher Shah vielen. Deze riep zich in Delhi uit tot sultan.

### Vlucht uit Hindoestan
In Lahore voegden Humayun en de twee jongere broers zich weer bij Kamran om Sher Shahs komst af te wachten. Toen Sher Shah bij Sirhind aangekomen was, stuurde Humayun hem een bericht:
Ik heb je heel Hindoestan gelaten. Laat Lahore met rust en laat Sirhind de grens tussen jouw en mijn gebied zijn.
Sher Shah antwoordde echter met:
Ik laat jou Kabul. Daar moet je heen gaan.
Kamran benaderde Sher Shah daarop met een voorstel Humayun aan hem uit te leveren, in ruil voor de heerschappij over de Punjab. Sher Shah ging hier niet op in en het voorstel lekte uit, waarop Humayun werd geadviseerd zijn broer terecht te laten stellen. Hij weigerde echter zijn broer te straffen.
Lahore was onhoudbaar en Humayun vluchtte met zijn hofhouding naar Alwar in Rajputana. Hier ontmoette hij Hamida Banu Begum, de 13-jarige dochter van een Perzisch-sjiitische edelman, op wie hij verliefd werd. Na aanvankelijk geweigerd te hebben hem te zien, stemde het meisje onder druk van haar ouders in met een huwelijk. Ze trouwden in september 1541. Hamida zou Humayun trouw vergezellen op zijn verdere omzwervingen.
Humayun vluchtte met zijn gevolg tijdens het hete seizoen verder naar het zuidwesten, door de Tharwoestijn richting Sindh. Hij had nu nog slechts een handvol volgelingen om zich heen. Het werd een tocht vol ontberingen, waarbij men honger en dorst leed en geplaagd werd door de hitte. De Rajputs vulden de waterputten in het gebied met zand om te voorkomen dat de verjaagde Mogolvorst en zijn entourage konden drinken. Toen het paard van de hoogzwangere Hamida bezweek leende Humayun zijn vrouw zijn eigen paard. Zelf moest hij 6 km op een kameel rijden, wat hij later het dieptepunt van zijn leven zou noemen.
Aangekomen in Umarkot baarde Hamida in oktober 1542 een zoontje, Akbar, dat later een van de grootste heersers van India zou worden.
De amir van Sindh, Hussein Umrani, was Humayun trouw gebleven en verleende hem onderdak. Op advies van Hindal begon Humayun nu plannen te maken om opnieuw Gujarat te bezetten. Hussein Umrani bleek echter niet van plan zijn heer hiervoor soldaten te lenen. Daarop ontving Humayun bericht van Maldeo Rathore, de vorst van Marwar en een vijand van Sher Shah, die hem uitnodigde naar Rajputana terug te keren. Humayun keerde echter onderweg weer om, toen hem een waarschuwing bereikte dat er mogelijk verraad in het spel was.
Humayun bleef in totaal 9 maanden in Sindh. Soms lukte het hem soldaten te verzamelen, maar na een langdurig en vruchteloos beleg van de stad Sehwar verlieten deze hem ook weer. Humayuns voormalige generaal Bairam Khan, die ontsnapt was uit gevangenschap van Sher Shah, bereikte in juni 1543 Sindh. Op diens advies besloot Humayun in juli 1543 naar het noorden, richting Kandahar, zijn broers tegemoet te trekken. Hij hoopte met een gezamenlijke strijdmacht het verloren gegane rijk te heroveren. Kamran en Askari waren echter niet van plan Humayun ter dienste te zijn. Geconfronteerd met de animositeit van zijn broers zat er voor Humayun niets anders op dan verder naar het westen te vluchten. Zijn eerste vrouw en zoontje Akbar werden echter gegijzeld door Askari. Akbar zou de eerste jaren van zijn leven onder toezicht van zijn ooms in Kandahar doorbrengen, en later in Kabul. Humayun vluchtte, nu compleet radeloos, verder westwaarts richting Perzië. De Perzische Safawiden waren zijn vaders oude bondgenoten geweest tegen de Oezbeken en Humayun zag ze als zijn laatste hoop. In zijn gevolg bevond zich de Perzische bevelhebber Bairam Khan, die Humayun adviseerde hoe hij de Perzen kon benaderen.

### Ballingschap in Perzië

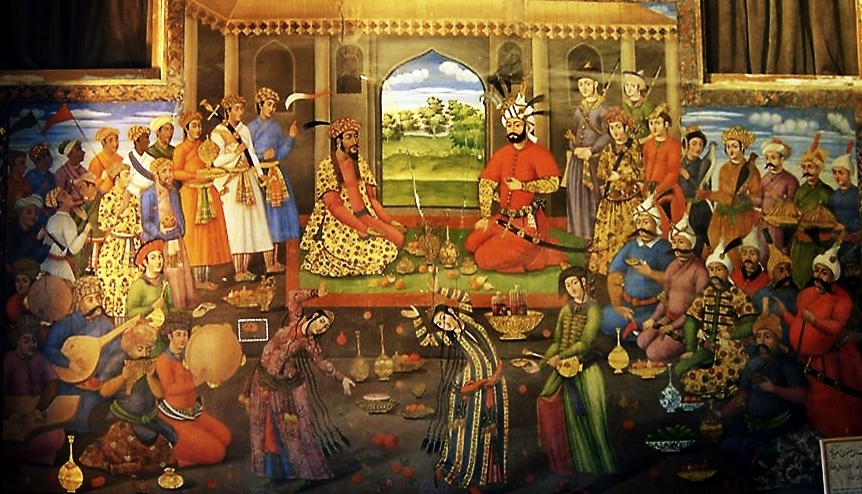
Humayun met sjah Tahmasp I aan het Perzische hof te Esfahan.

Humayun bereikte in januari 1544 de stad Herat in het Perzische Safawidenrijk. Hij werd vergezeld door een groep van ongeveer 40 volgelingen, waaronder zijn vrouw Hamida. Onderweg hadden ze diverse ontberingen geleden. Vanwege de honger hadden ze hun paarden moeten opeten, het vlees bradend in helmen. De sjah liet Humayun echter vorstelijk ontvangen en bood het gezelschap bij hun aankomst in Herat een gewapend geleide, nieuwe kleren en een groot banket aan. Gedurende een jaar werden Humayun en zijn gevolg gefêteerd door de sjah, die erop stond dat zijn koninklijke gast in staat was een eigen hofhouding te onderhouden.
In Herat besteedde Humayun veel tijd aan het bekijken en bestuderen van de Perzische architectuur en kunst. Hij bekeek de bouwwerken die zijn voorouders Husain Baiqarah en Gauhar Shad hadden laten bouwen en ontmoette bekende kunstschilders als Kameleddin Behzad. Later, toen hij terugkeerde naar Hindoestan, nam hij in zijn kielzog een schare ambachtslieden en kunstenaars mee.
In juli reisde Humayun door naar de Safawidische hoofdstad Qazvin, waar hij sjah Tahmasp persoonlijk ontmoette. Ter ere van zijn komst organiseerde de sjah een groot feest. De overlevering wil dat Humayun tijdens zijn vlucht uit Agra een grote diamant had meegenomen, die hij de sjah ten geschenk gaf. Desondanks stond de Perzische gastvrijheid niet alleen. Sjah Tahmasp ging door een emotioneel instabiele periode waarin hij zich aan religieus fanatisme wijdde. Hij drong er bij Humayun op aan zich tot het sjiisme te bekeren. Humayun voelde dat hij geen keuze had en stemde met tegenzin in, zodat hij en zijn paar honderd volgelingen in de gunst van de sjah bleven staan. Ook zijn vader Babur had zich trouwens onder druk van sjah Ismail I - tijdelijk - tot het sjiisme bekeerd, toen hij de steun van de sjah nodig had tegen de Oezbeken.
Humayun en de sjah maakten vervolgens gezamenlijk een rondreis door Perzië, waarbij onder andere de steden Esfahan en Tabriz bezocht werden en pelgrimages werden gebracht aan de graven van soefiheiligen, waaronder Ahmad-i Jam, een voorouder van Humayuns vrouw Hamida. Daarna stelde de sjah zijn gast een leger van 12.000 man ter beschikking, op voorwaarde dat als Humayun erin slaagde zijn broers te verslaan, de stad Kandahar aan de Safawiden zou toekomen. Het tij begon nu ten gunste van Humayun te keren.
Toevallig kwam in Voor-Indië rond dezelfde tijd Sher Shah om bij een ongeluk. Hij werd opgevolgd door zijn veel minder capabele zoon, Islam Shah Suri. Sher Shah was tijdens zijn vijf jaar aan de macht een uitstekende heerser gebleken. Hij had de administratie van het rijk grondig hervormd en de infrastructuur laten verbeteren, maatregels waar de Mogols later nog de financiële vruchten van zouden plukken.

### Herovering van het rijk

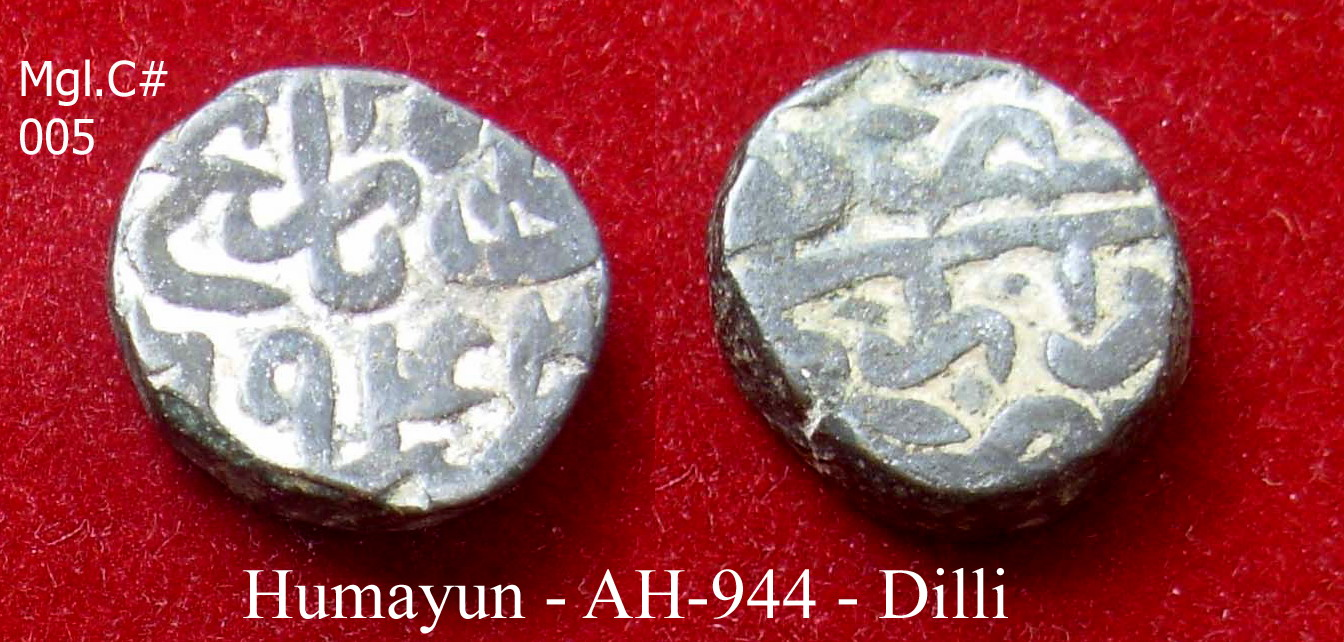
Koperen munt van Humayun.

In september 1545 trok Humayun aan het hoofd van zijn leger op tegen Askari in Kandahar. De stad viel zonder veel moeite in zijn handen. In zijn memoires schreef Humayun hoe de Mogols zodra hij aan de winnende hand leek naar hem overliepen "als schapen". Zijn leger groeide gestaag op de tocht richting het oosten. In december 1545 werd zonder tegenstand ook Kabul ingenomen. Kamrans troepen liepen simpelweg over naar Humayun. Kandahar werd zoals beloofd overgedragen aan de Safawiden. De sjah stuurde zijn eenjarige zoontje als onderkoning, maar dit jongetje overleed al snel, waarop Humayun zelf het bestuur weer in handen nam.
Bij de inname van Kabul waren Humayun en Hamida ook weer verenigd met hun zoontje Akbar. Ze lieten een groot feest aanrichten ter gelegenheid van de besnijdenis van het jongetje. Humayun verleende zijn broer Kamran echter opnieuw gratie. Een ernstige inschattingsfout, want nog datzelfde jaar nam deze alweer de wapens op om Kabul te heroveren. Nog twee maal moest Humayun zijn broer uit Kabul verdrijven. In de conflicten tussen Humayun en Kamran sneuvelde de jongere broer Hindal, vechtend aan Humayuns zijde. Humayuns geduld met Kamran kwam nu toch ten einde. In 1553 overtuigden zijn adviseurs hem ervan de gevangengenomen Kamran blind te maken. Humayun wilde zijn broer echter niet laten doden. Kamran kwam desondanks om tijdens een bedevaart naar Mekka in het erop volgende jaar.
In Hindoestan was na de dood van Islam Shah Suri, de opvolger van Sher Shah, een strijd om de macht uitgebroken tussen de verschillende nakomelingen en familieleden van de Suri-clan. In 1555 was Sikandar Suri, de gouverneur van Punjab, in opstand gekomen tegen sultan Ibrahim Shah Suri van Delhi. Hij was met zijn troepen naar het oosten getrokken, waar hij de sultan zou verslaan. Sikandar Suri had echter niet met Humayuns Mogols gerekend, die nu eindelijk hun kans zagen om het verloren gegane gebied terug te veroveren. De Punjab werd vrijwel zonder tegenstand ingenomen en in februari 1555 nam Humayun Lahore in. Sikandar Suri kwam in haast terug om het nieuwe gevaar te keren maar werd in de slag bij Sirhind (22 juni 1555) verslagen door een Mogolleger onder Bairam Khan.
Op 23 juli 1555 reed Humayun de poorten van Delhi binnen, waar hij door de bevolking als overwinnaar ontvangen werd. In de zegetocht reed ook de 12-jarige Akbar, de hyperactieve en nog piepjonge troonopvolger. Het was tot teleurstelling van de belezen Humayun geen enkele leraar gelukt de prins lezen of schrijven te leren. Tegenwoordig neemt men aan dat Akbar dyslectisch was.

### Dood en nalatenschap

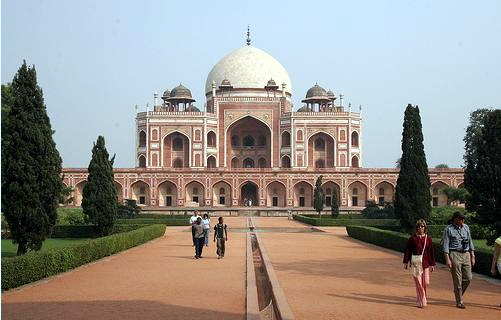
Humayuns tombe in Delhi.

Aangezien zijn rivalen allen dood of gevlucht waren, kon Humayun zich nu eindelijk aan het bestuur van het rijk gaan wijden. Hij liet de achtervolging van de overgebleven pretendenten uit de Suri-clan over aan zijn generaals.
Humayun kon echter niet lang genieten van de opmerkelijke herovering van zijn rijk. Op 27 januari 1556 stierf hij na een val van een trap in het Sher Mandal, ironisch genoeg een gebouw dat zijn vijand Sher Shah Suri in het Purana Qila, het fort van Delhi, had laten bouwen. Humayun liep de bovenste trap af met een stapel boeken in zijn armen, toen de muezzin (gebedsoproep) van de nabijgelegen moskee opklonk. Humayun had er een persoonlijke gewoonte van gemaakt zodra hij de muezzin hoorde te zitten of knielen, maar zijn voet raakte verstrikt in zijn mantel en hij viel naar beneden. Hij liep ernstige verwondingen aan hoofd en arm op. Drie dagen later overleed hij, vermoedelijk zonder nog bij kennis te zijn gekomen.
Na de dood van Humayun werd Akbar tot keizer gekroond. De opvolging verliep echter niet zonder problemen. De voormalige vizier van de Suri's, Hemu, riep zichzelf ook uit tot keizer. Dankzij Bairam Khan, die het regentschap van de 13-jarige Akbar op zich nam, werd Hemu verslagen en gedood in de tweede slag bij Panipat (5 november 1556). Bairam Khan wist de jonge keizer stevig in het zadel te zetten. Akbar zou daarna uitgroeien tot een van de belangrijkste heersers die ooit over Voor-Indië geregeerd hebben. Hij hervormde de administratie en belastingen grondig en ontwikkelde een religieuze filosofie waarmee een islamitische keizer in het multi-etnische rijk aan de macht kon blijven. Zo sterk was het fundament dat Akbar onder het Mogolrijk legde, dat de eerste scheuren pas anderhalve eeuw na de dood van Humayun zouden ontstaan.
De kunstenaars en artiesten die Humayun uit Perzië meebracht zorgden voor het tot stand komen van de filosofie, kunst, literatuur en architectuur van het Mogolrijk, waarin Centraal-Aziatische, Perzische en Indische ideeën en stijlen samensmolten. Een van de eerste bouwwerken die de kenmerken van de nieuwe stijl droeg was de enorme graftombe die Hamida voor haar echtgenoot in Delhi liet bouwen, in 1562.
Babur · Humayun · Akbar · Jahangir · Shah Jahan · Aurangzeb 
Bahadur Shah I · Jahandar Shah · Farrukhsiyar · Rafi Ul-Darjat · Shah Jahan II · Muhammad Shah · Ahmad Shah Bahadur · Alamgir II · Shah Alam II · Akbar Shah II · Bahadur Shah II